# Symphodus tinca

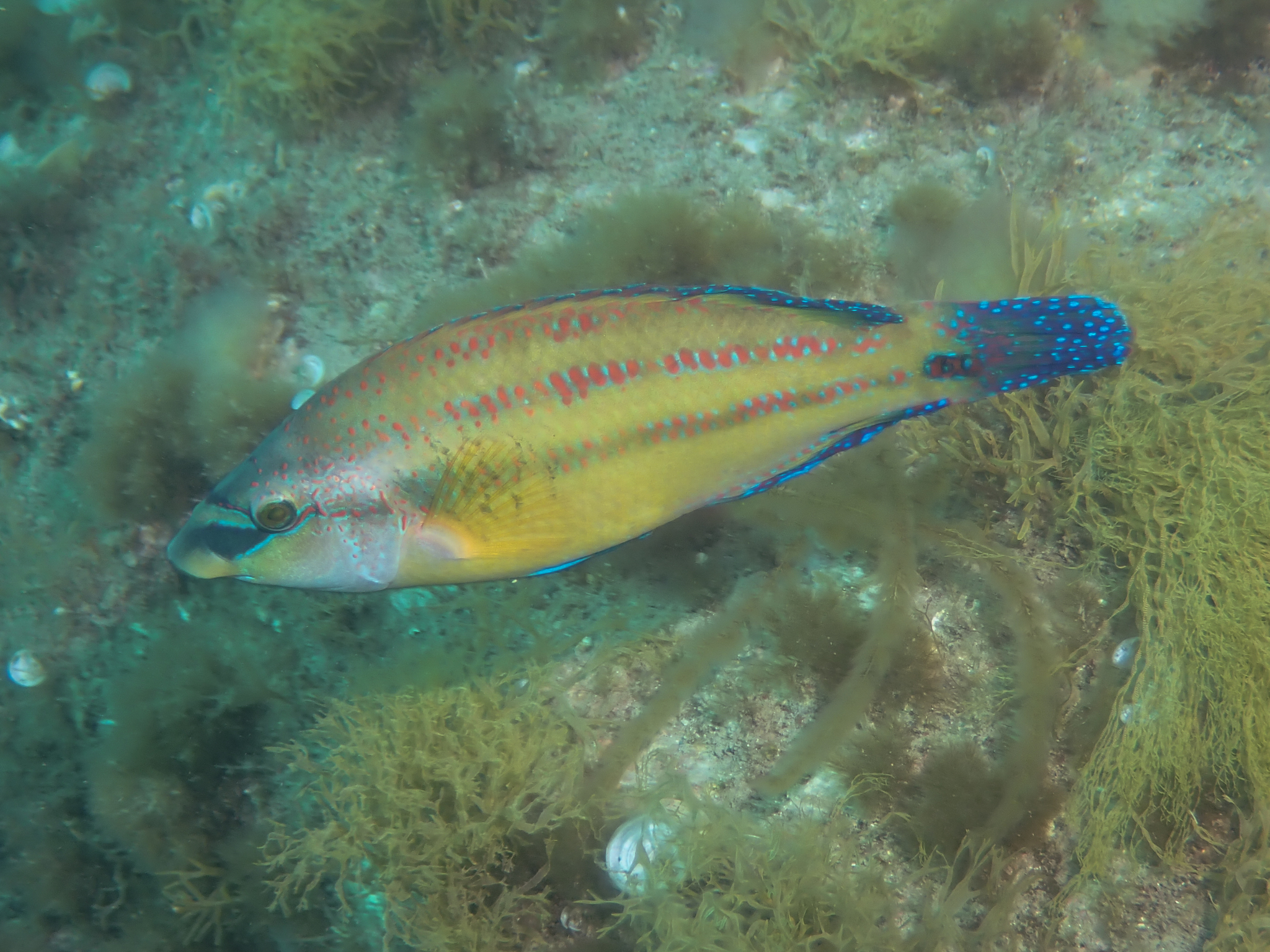
Maschio in livrea nuziale

Il tordo pavone (Symphodus tinca (Linnaeus, 1758)) è un pesce osseo marino della famiglia Labridae.

## Distribuzione e habitat
Il tordo pavone è presente nel Mar Mediterraneo, nel Mar Nero e nell'Oceano Atlantico orientale, dal Marocco al nord-ovest della Spagna. È comune nei mari italiani e nell'intero Mediterraneo.
Popola i fondi scogliosi e le praterie di Posidonia oceanica, soprattutto le zone ricche di sedimentazione, a profondità da 1 a 20 metri. Può essere incontrato nelle lagune con acqua a salinità marina. I giovani vivono in acque bassissime.

## Descrizione
Simile come forma generale agli altri Symphodus, questa specie è caratteristica per le labbra molto sviluppate, appuntite. Il corpo è piuttosto alto.
La livrea, nonostante sia molto variabile come nella generalità dei Symphodus, è il carattere più importante per il riconoscimento della specie. Il tordo pavone in genere ha colore di fondo grigiastro o marrone molto chiaro con 3 bande scure orizzontali ben evidenti, una delle quali passa proprio sotto la pinna dorsale. Sul muso, all'altezza degli occhi è presente una fascia scura a V con la punta rivolta indietro. Inoltre nella zona centrale del peduncolo caudale è presente una macchietta scura. I giovanili spesso sono di un uniforme grigio-beige, a volte con pinna caudale scura. I maschi adulti, specie nel periodo degli amori, hanno colori molto vivaci: tinta di fondo giallo vivo, le tre fasce orizzontali scure sono cosparse di puntini rossi e blu, questi ultimi sparsi anche sul resto del corpo e sulle pinne. Inoltre è presente una macchia scura all'altezza della pinna pettorale; anche la fronte è scura. Le pinne pettorali sono di solito gialle, le pinne ventrali blu o arancio.
È il Symphodus più grande: la taglia massima nota è di 44 cm mentre la taglia media degli adulti si aggira sui 25  cm.

## Biologia
È il Symphodus più longevo, infatti può raggiungere i 15 anni d'età.

### Riproduzione
Avviene in primavera, al contrario che nei congeneri il maschio non costruisce un nido ma delimita semplicemente un'area ricca di alghe sulle quali la femmina depone le uova. Il maschio sorveglia poi le uova fino alla schiusa. È una specie che va incontro all'inversione sessuale.

### Alimentazione
Il tordo pavone si nutre di ricci di mare, ofiure, crostacei e molluschi bivalvi. Per nutrirsi aspira con le labbra il sedimento del fondo e trattiene le particelle alimentari risputando i materiali non digeribili.

## Pesca
Si cattura in abbondanza con tramagli, nasse e altri attrezzi costieri. Le carni non sono molto apprezzate (come quelle di quasi tutti i labridi) e si prestano solo alla preparazione della zuppa di pesce.

## Acquariofilia
Dati i brillanti colori si tratta di una specie assai ricercata per gli acquari marini mediterranei.

## Conservazione
Si tratta di una specie comune nell'areale con popolazioni abbondanti. Non è un animale sottoposto a una forte pressione di pesca e non paiono sussistere altre cause di minaccia. Per questi motivi la IUCN la classifica come "a rischio minimo".